# They Stole a Million
They Stole a Million, spesso reso graficamente come They $tole a Million e in copertina sottotitolato The Bo$$, è un videogioco pubblicato a fine 1986 per gli home computer Amstrad CPC, Commodore 64 e ZX Spectrum dalla 39 Steps, un'etichetta della divisione britannica della Ariolasoft. Il giocatore interpreta un aspirante boss della malavita e deve eseguire furti con scasso, con pianificazione strategica ed elementi d'azione.
Il titolo ("hanno rubato un milione") può essere un riferimento scherzoso all'allora celebre serie di raccolte They Sold a Million ("hanno venduto un milione").
They Stole a Million fu generalmente ben accolto dalla critica dell'epoca in tutte le versioni. A esso è ispirato non ufficialmente il videogioco The Clue! del 1994.

## Modalità di gioco
Lo scopo è guadagnare il più possibile compiendo una serie di furti con scasso. Per ogni furto il gioco è suddiviso in due parti, una di organizzazione della banda e una di pianificazione di dettaglio ed esecuzione del colpo.
Si possono selezionare in tutto 5 obiettivi di difficoltà e di rendimento crescente, da un negozio di numismatica a un museo del Cairo che ospita un reperto inestimabile; di fatto rappresentano cinque livelli da affrontare in ordine fisso, perché il denaro necessario a finanziare ciascun colpo si può ottenere solo mettendo a segno il colpo precedente.
Nella prima parte si dispone di una somma iniziale in sterline da spendere per ingaggiare i componenti della banda e acquisire informazioni sull'obiettivo scelto per il colpo. 
L'interfaccia è basata su finestre e menù testuali; secondo la scherzosa introduzione cartacea, il boss consulta un database, trovato allegato alla rivista What Crime, chiamato SWAG (Software for Aspiring Gangsters, ma swag vuol dire anche "malloppo").
Dal database si ottengono gratuitamente informazioni generali sugli obiettivi, mentre si deve pagare per avere la planimetria dell'edificio scelto e opzionalmente per altre informazioni segrete.
Si possono ingaggiare da uno a quattro membri della banda, scegliendoli tra 18 malviventi disponibili; ciascuno è caratterizzato da un piccolo ritratto, una descrizione testuale, una specialità primaria e una secondaria, e un costo d'ingaggio, come tariffa fissa e come percentuale sul bottino. Le specialità sono aprire serrature, disabilitare allarmi, guidare l'auto, aprire casseforti, usare esplosivi, usare la forza, fare il palo. La squadra può essere salvata.
Va scelto inoltre un ricettatore, ognuno di essi è specializzato in due tipi di merci.
Nella seconda parte il giocatore pianifica i dettagli del colpo e poi osserva la banda mentre lo esegue, con la possibilità di intervenire anche sul campo. 
La pianificazione avviene sulla pianta dell'edificio, mostrata una stanza alla volta con grafica semplice e con i personaggi rappresentati da numeri. Si inizia dall'auto dei ladri parcheggiata di fronte all'obiettivo e lì dovranno tutti tornare per la fuga.
Va data separatamente a ogni ladro, tramite un menù a icone, una sequenza temporale di ordini, che si può rivedere e modificare liberamente. Le azioni disponibili includono muoversi nelle quattro direzioni, aspettare, eseguire varie specialità (alcune attuabili con meno efficacia anche da chi non le possiede), aprire e chiudere porte, raccogliere refurtiva. Un orologio cumulativo indica quanto tempo sarà necessario per eseguire le azioni. Il giocatore può usare questo orologio per sincronizzare tra loro i membri della squadra, visibili solo uno alla volta.
Quando si decide di passare all'esecuzione, la visuale è sempre dall'alto su una stanza alla volta, con grafica poco più elaborata di quella della pianificazione, ma stavolta si vedono i personaggi agire in tempo reale. Anche il boss stesso si trova nell'auto e volendo può partecipare all'azione, controllato in tempo reale dal giocatore senza pianificazione.
Si può osservare cosa sta facendo in automatico ciascun membro della banda e si ricevono messaggi testuali di cosa succede in generale. Un'auto della polizia può arrivare richiamata dagli allarmi o passare per un normale controllo. A prescindere dalla pianificazione, il giocatore può ordinare alla banda di fermarsi temporaneamente per non richiamare l'attenzione, ordinare di fuggire, o annullare tutto e tornare alla pianificazione.
La conclusione del furto può essere la fuga e l'ottenimento di un ricavo proporzionale a quanto si è riuscito a portare via, oppure l'arresto.
Esistono versioni del gioco per Amstrad CPC in inglese, francese (Le casse du siècle) e tedesco, per Commodore 64 in inglese e tedesco, e per ZX Spectrum solo in inglese.

## Colonna sonora
Il tema musicale, presente solo su Amstrad CPC e Commodore 64 nella fase di esecuzione del furto, è ispirato al tema della serie televisiva poliziesca L'ispettore Regan. La versione Commodore 64 è attribuita a Ben Daglish.